# Hemisturmia tortricis
Hemisturmia tortricis là một loài ruồi trong họ Tachinidae.